# Gârdani
Gârdani is een Roemeense gemeente in het district Maramureș.
Gârdani telt 1624 inwoners.